# Affaire Clément Méric
Pour le présentateur de télévision, voir CNews.
Pour les articles homonymes, voir Méric.

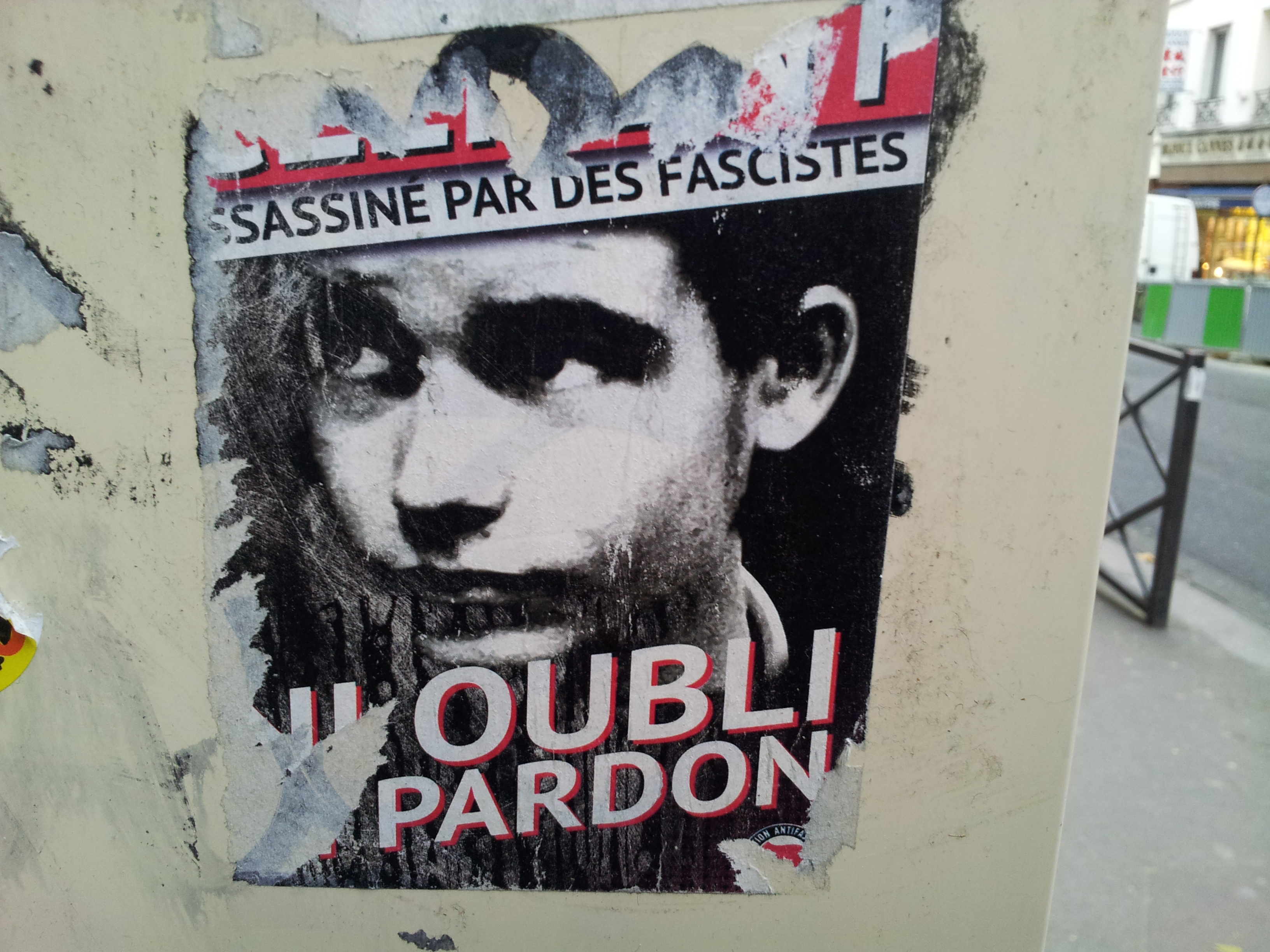
Affiche de mobilisation après la mort de Clément Méric, Paris, 2013

L'affaire Clément Méric fait suite à la mort du militant antifasciste Clément Méric le 5 juin 2013, à la suite de l'attaque d'un groupe antifasciste par   un groupe de skinheads d'extrême droite nationaliste.
Cette affaire déclenche une vague d'émotion dans l'opinion. Elle conduit à la dissolution du groupe d'extrême droite Troisième Voie — dont étaient issus les skinheads — et de son service d'ordre, les Jeunesses nationalistes révolutionnaires (JNR), dirigées par Serge Ayoub.
Dans cette affaire, trois hommes sont renvoyés en cour d'assises pour violences volontaires en réunion ayant entraîné la mort sans intention de la donner. En première instance, en 2018, deux d’entre eux, Esteban Morillo et Samuel Dufour, sont condamnés respectivement à onze et sept ans d’emprisonnement ferme, tandis que le troisième est acquitté ; les condamnés et le parquet font appel. Le procès en appel aboutit en 2021 sur des condamnations moins lourdes (huit et cinq ans de prison ferme).

## Événement

### Faits présumés

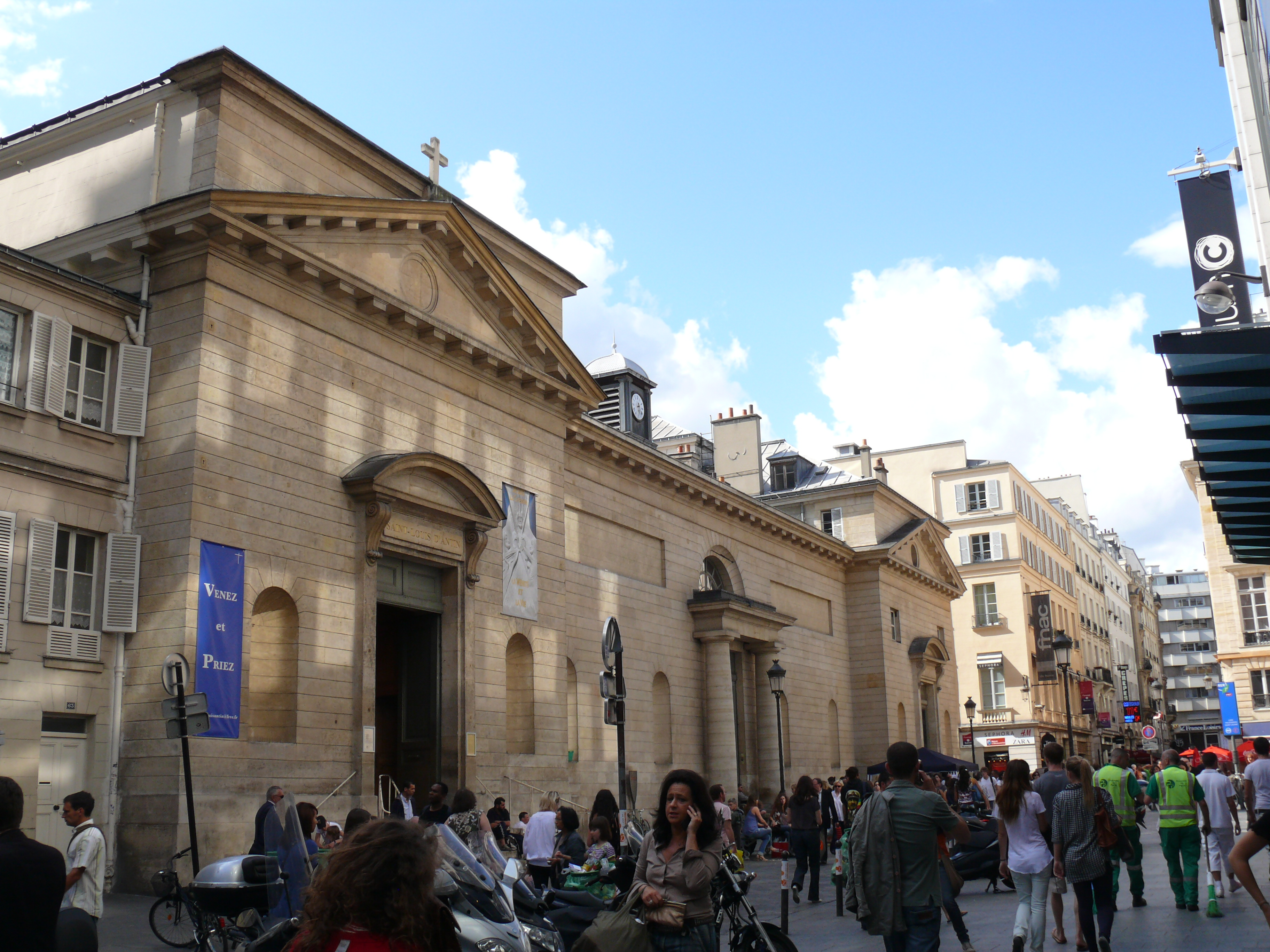
Lieu de la rixe, rue de Caumartin, aux abords de l’église Saint-Louis-d'Antin.

Ce récit des événements est fondé sur les informations diffusées dans les médias et sur la décision de la cour d'assises de Paris du 14 septembre 2018.

#### La rencontre
Deux groupes de trois personnes, un de militants de l'Action antifasciste Paris-Banlieue, l'autre de militants des Jeunesses nationalistes révolutionnaires, se rencontrent par hasard le 5 juin 2013, en fin d'après-midi, au cours d'une vente privée de vêtements de la marque Fred Perry, au 60 de la rue de Caumartin, dans le 9e arrondissement de Paris,. Ni Clément Méric, ni Esteban Morillo, principal inculpé dans cette affaire, ne sont présents sur les lieux à ce moment-là.
Réagissant au slogan affiché sur le t-shirt d'un skinhead « Par le sang et pour l'honneur », proche de la devise des Jeunesses hitlériennes, un des militants de gauche interpelle d'abord les nationalistes qui se trouvent dans la salle de vente en leur disant, de son propre aveu : « Alors les nazis, on fait ses courses ? ». Selon les nationalistes, le groupe d'antifascistes aurait alors continué à les provoquer, menaçant de les « attendre en bas », tandis qu'eux-mêmes auraient demandé aux antifascistes de les laisser poursuivre leurs courses,.
Les militants d'extrême gauche quittent alors l'espace de vente vers 18 h et se mettent un peu plus loin rue de Caumartin, au pied des marches de l'église Saint-Louis-d'Antin. Selon la chambre de l'instruction en avril 2014, ils auraient alors attendu « ostensiblement » l'autre groupe « en faisant téléphoniquement appel à du renfort », ce que les intéressés démentent en expliquant qu'ils attendaient l'arrivée de Clément Méric avec lequel ils avaient prévu de faire des courses, puis le départ des militants d'extrême droite pour l'accompagner à la vente. Clément Méric les rejoint un quart d'heure plus tard. Pendant qu'il attend avec le groupe le départ des nationalistes, il échange des SMS dont le contenu sera dévoilé par Le Parisien : ils ont trait à l'organisation de la fête d'anniversaire d'une amie qui devait avoir lieu le soir même. Pendant ce temps, les nationalistes terminent leurs courses et appellent du renfort par téléphone. Samuel Dufour appelle en particulier Esteban Morillo.
Un vigile, alerté par une cliente des tensions entre les deux groupes, tente d'abord de calmer les nationalistes, puis descend à la rencontre des antifascistes. L'un d'eux, Matthias Bouchenot, lui signifie que les nationalistes ont caché un poing américain dans un sac avant de pénétrer dans le magasin et l'invite à prendre des dispositions. Selon le vigile, Clément Méric aurait alors déclaré : « Ce sont des gens qui ne devraient même pas être vivants », ou, dans une autre version du même témoin, « Ces gens-là ne devraient pas exister ». Lorsque le vigile retourne dans le magasin, Clément Méric le suit. En montant, il croise les nationalistes dans les escaliers et envoie à 18 h 27 un dernier SMS à ses amis : « ils descendent »,.

#### La scène de violence
Au lieu d'esquiver l'affrontement comme le vigile le leur avait conseillé, les nationalistes partent alors directement à la rencontre des antifascistes, qui attendent depuis une quarantaine de minutes sur le parvis de l'église Saint-Louis-d'Antin.
Une rixe éclate alors, décrite par le procureur comme une « scène de violence avec des échanges de coups », sans que l'on sache qui a amorcé le combat, les deux groupes se renvoyant mutuellement cette responsabilité,.
Un des antifascistes affirme que Samuel Dufour utilisait un poing américain, tandis que celui-ci affirme au contraire n'avoir porté que des bagues de combat, version contredite par des SMS trouvés sur son téléphone dans lesquels il se vante d'avoir frappé avec un poing américain.
Esteban Morillo reconnaît avoir porté deux coups à Clément Méric, dont celui qui a entraîné sa mort,. Selon l'expertise médico-légale, la victime aurait reçu « au moins cinq coups » au visage, dont l'impact est qualifié de « très violent ».
Quant à celle de savoir si ces blessures ont été provoquées par des poings américains, une des nationalistes reconnaît qu'elle a vu Esteban Morillo ranger un poing américain dans le sac à dos de Samuel Dufour avant de faire ses courses, un témoin affirme l'avoir vu enfiler l'arme en quittant la boutique et d'autres l'avoir vu frapper avec un poing américain. D'autres témoins n'ont pas vu d'arme. Les expertises produites durant l'instruction s'abstiennent de prendre une position tranchée, considérant ne pas pouvoir conclure formellement à l'usage de telles armes, sans pour autant en exclure la possibilité,.
Les nationalistes prennent ensuite la fuite. L'enquête établira qu'ils se retrouvent tous ensemble au Local, le bar de Serge Ayoub avec qui ils ont déjà été en communication téléphonique juste avant et juste après la rixe, et ensuite tout au long de la nuit.
Clément Méric est transporté à l’hôpital de la Pitié-Salpêtrière dans un état de mort cérébrale. Il est déclaré mort le lendemain. Trois et sept jours d'incapacité totale de travail sont délivrés à deux militants d'extrême gauche et deux jours pour l'un des militants d'extrême droite.

### Protagonistes
Les protagonistes appartiennent à des groupes d'extrême gauche et d'extrême droite, dont les codes, les méthodes et les valeurs sont proches respectivement de ceux des Redskins pour les premiers et des Skinheads néonazis pour les seconds.

#### Clément Méric
Né le 30 novembre 1994 à Brest, Clément Méric est le fils d'Agnès et Paul-Henri Méric, enseignants en droit de l'université de Bretagne occidentale à Brest. En 2012, il est élève au lycée de l'Harteloire de cette même ville, où il obtient un baccalauréat scientifique avec mention très bien.
Il commence à militer à l'âge de 15 ans à la Confédération nationale du travail, anarcho-syndicaliste ; dans ce cadre, il anime localement un mouvement contre la réforme du lycée en 2010. Bon élève, il entreprend à la rentrée 2012 des études à l'Institut d'études politiques de Paris, et commence à militer au sein de Solidaires Étudiant-e-s contre le fascisme, pour les droits des étrangers et l'égalité hommes-femmes. Joueur de guitare, Clément Méric est également membre du groupe de musique Ze Ravacholians — nom en hommage à Ravachol. Il fréquente la tribune Rino Della Negra du kop Bauer des supporters du Red Star,. Il est également antifasciste, membre de l'Action antifasciste Paris-Banlieue et, selon une source policière, « il était connu des services spécialisés comme appartenant à un groupe de militants d'extrême gauche qui recherchaient la confrontation avec des militants d'extrême droite, notamment la vingtaine d'activistes constituant le noyau dur des JNR (Jeunesses nationalistes révolutionnaires, groupuscule radical) ». Militant anti-homophobie avec Act-Up, il participe à des contre-manifestations en marge de manifestations contre le mariage homosexuel début 2013. Il est aussi militant antiraciste et antispéciste.

#### Esteban Morillo
Esteban Morillo est né à Cadix (Espagne) le 4 décembre 1992, d'un père espagnol artisan plombier et d'une mère française. Peu après sa naissance, ses parents s'installent à Neuilly-Saint-Front, petite commune rurale de l'Aisne où il a grandi.
En 2009, il commence un apprentissage de boulangerie au CFA de Laon dont il sera exclu en janvier 2010 pour avoir arboré des tenues vestimentaires et des signes néonazis,. La même année, une enquête de la gendarmerie est ouverte à la suite des provocations auxquelles il se livre dans son village avec trois de ses amis, portant des habits avec la croix gammée et faisant des saluts nazis. Lors d'une perquisition à son domicile, la gendarmerie découvre des drapeaux à croix gammée et des insignes SS et Totenkopf. Cette enquête n'a aucune suite judiciaire,,,.
Installé en région parisienne depuis fin 2011, il est agent de sécurité. En mai 2011, il fait l'objet d'un fichage au système de traitement des infractions constatées pour port illégal d'arme de sixième catégorie (arme blanche). Il a un casier judiciaire vierge. Selon le procureur, deux poings américains sont retrouvés par la police lors de la perquisition menée après les faits à son domicile.
Il déclare être « sympathisant de Troisième Voie », mais « n'avoir été encarté que 6 mois en 2011 ». Sa proximité avec Serge Ayoub et le mouvement Troisième Voie est cependant attestée par diverses photos et vidéos,, par ses tatouages, notamment celui du trident de Troisième Voie sur sa poitrine,, et par leurs contacts le jour des faits,. Il est également vu un mois avant les faits comme porte drapeau de la jeunesse nationaliste révolutionnaire (JNR), « le bras armé de Troisième Voie ». Morillo affirme avoir été là « par hasard ». Au procès, s'il affirme n'avoir été que quelques mois sympathisant de Troisième Voie, il considère cependant le mouvement comme « une seconde famille ».

#### Samuel Dufour
Samuel Dufour est né à Dieppe (Seine-Maritime) le 25 juin 1993. Son père est agent d'entretien et sa mère coiffeuse à domicile.
Élevé « à droite », « le plus droit possible » selon son père, Samuel Dufour est surnommé « le Führer » au Centre de formation par apprentissage de boulangerie qu’il intègre à 14 ans, à cause de ses convictions et de son apparence. Il est renvoyé du centre après une bagarre. Comme Morillo, il rejoint le mouvement Troisième Voie à 19 ans via leur bar le Local. Au moment des faits, il est skinhead et fait de la musculation pour rejoindre les Jeunesses nationalistes révolutionnaires, « le bras armé de Troisième Voie ». Il porte des tatouages, dont le slogan nazi sang et honneur, et se montre fasciné par le troisième Reich et le White Power ; les enquêteurs découvrent des dizaines de photos de symboles nazis sur une clé USB lui appartenant. Pendant les quinze mois de détention provisoire, il subit des violences de la part de ses codétenus qui savaient qui il était et finit à l'isolement pendant six mois pour sa sécurité. Lorsqu’il sort de prison, il déclare avoir rompu avec Troisième Voie surtout parce qu'il n'est plus à Paris et que son contrôle judiciaire lui interdit de contacter certains membres.

## Suites judiciaires

### Enquête et instruction
Grâce à des informations recueillies par la Préfecture de police, quatre personnes sont interpellées dès le 6 juin, à Saint-Ouen. Parmi elles se trouve Esteban Morillo, qui reconnaît en garde à vue avoir porté deux coups au visage de Clément Méric, dont celui — mortel d'après l'autopsie — ayant entraîné sa chute. Le même jour, trois autres personnes se rendent d'elles-mêmes à la police. Une huitième personne est interpellée le lendemain. Le 7 juin, trois de ces personnes sont relâchées. Les cinq personnes gardées à vue ont entre 19 et 32 ans.
Le 8 juin 2013, lors d'une conférence de presse, le procureur de Paris, François Molins, précise que selon les premiers résultats de l'autopsie, « le décès n'est pas dû à un hématome qui aurait été causé par la chute par terre mais aux traumatismes crano-faciaux occasionnés par les coups de poing portés à la victime » et annonce l'ouverture d'une information judiciaire pour « homicide volontaire » à l'encontre d'Esteban Morillo. Mais le juge d'instruction décide de mettre Esteban Morillo en examen pour « violences volontaires ayant entraîné la mort sans intention de la donner » avec placement en détention provisoire. Ensuite, Esteban Morillo change d'avocat, passant de David Dassa-Le Deist, avocat du Bloc identitaire, à Patrick Maisonneuve, ancien membre du Parti socialiste. « Esteban Morillo, explique Me Maisonneuve, refuse désormais que son nom soit utilisé par quelque association que ce soit et encore moins associé à la manifestation que certains prévoient d’organiser en son soutien prochainement ». Katia Veloso, compagne d'Esteban Morillo à l'époque, est mise en examen pour « complicité de violences volontaires » pour avoir appelé des amis à les rejoindre, et libérée sous contrôle judiciaire. La mise en examen de cette dernière est annulée par la cour d'appel de Paris le 29 avril 2014, faute d'éléments à charge suffisants. Les trois autres personnes sont également mises en examen pour violences volontaires en réunion,. Deux d'entre elles sont libérées sous contrôle judiciaire, tandis que le troisième, Samuel Dufour, reste incarcéré ; en septembre 2013, il est à son tour mis en examen pour violences volontaires ayant entraîné la mort sans intention de la donner.
Le 17 juin 2014, Samuel Dufour est remis en liberté bien que toujours mis en examen pour « violences volontaires en réunion et avec arme ayant entraîné la mort sans intention de la donner ». L'un des camarades de Clément Méric, présent lors de la bagarre, a en particulier confirmé aux juges d'instruction la version de Samuel Dufour, qui « a toujours nié avoir frappé Clément Méric ». Le 2 septembre 2014, Esteban Morillo est remis en liberté. Il est soumis à un contrôle judiciaire qui lui interdit notamment de quitter son département de résidence.
Le 12 mai 2015, un des skinheads protagonistes de la bagarre est agressé à coups de planche. Deux antifascistes soupçonnés d'avoir commis cette agression de façon préméditée sont mis en examen.
Le 26 mai 2015, une reconstitution est organisée par les enquêteurs rue de Caumartin.
En mars 2017, suivant les réquisitions du parquet, la juge d'instruction Isabelle Rich-Flament ordonne le renvoi de quatre skinheads aux assises. Esteban Morillo et Samuel Dufour sont mis en accusation pour violences volontaires ayant entraîné la mort de Clément Méric sans intention de la donner, avec les circonstances aggravantes d'action en réunion et usage ou menace d'armes.
Le 5 décembre 2017, la chambre de l'instruction de la cour d'appel de Paris rejette l'appel d'Esteban Morillo qui contestait l'usage d’un poing américain,. Elle fait droit à la demande de non lieu du quatrième mis en examen qui, appelé en renfort, n'a eu qu'un rôle marginal.

#### Vidéo
Le 25 juin 2013, RTL annonce l’existence d'une vidéo qui aurait été enregistrée par une caméra de surveillance de la RATP, « images inespérées » permettant « de se faire une idée précise de la scène » selon la radio. Cet enregistrement, le seul existant de la rixe, montrerait Clément Méric se jetant sur Esteban Morillo lui tournant le dos et occupé à frapper une autre personne. Celui-ci lui assénerait alors en retour un coup de poing au visage. Ce récit est largement repris dans la presse et, sur cette base, le Journal de 20 heures de France 2, dans une infographie, mettra en images une reconstitution de la bagarre. Selon Le Point, cette révélation « accablante pour le militant d'extrême gauche », constituerait un rebondissement dans l'affaire de nature à « conforter les arguments des militants d'extrême droite selon lesquels il n'avaient fait que répliquer aux attaques des militants antifascistes ».
Le même jour, Libération contredit cette présentation de la vidéo en indiquant que, selon les enquêteurs, seuls les pieds des protagonistes ont pu être filmés et que le début de la rixe est masqué par un poteau, de sorte qu'il est difficile de tirer des conclusions de ce document.
Le 24 novembre 2014, le magazine Spécial Investigation de Canal+ diffuse un documentaire de Thierry Vincent, « Violences de l'extrême droite : Le retour »,. Le film divulgue la vidéo objet de controverses et confirme ainsi les informations parues dans Libération.
La vidéo ayant été projetée devant la cour d'assises de Paris en septembre 2018, celle-ci estime dans la motivation de sa décision que : « La lecture des images de la vidéo-surveillance permet de retenir que Samuel Dufour, Esteban Morillo et Alexandre Eyraud se sont dirigés vers le groupe de Clément Méric en se portant au devant d'eux sans que les images démontrent le déplacement du groupe de Clément Méric vers le groupe adverse »

### Procès aux assises

#### Première instance
Le 14 septembre 2018, la cour d'assises de Paris, au terme d'un procès de deux semaines, reconnait Esteban Morillo et Samuel Dufour « coupables d'avoir, à Paris le 5 juin 2013, volontairement exercé des violences sur la personne de Clément Méric, avec ces circonstances que lesdites violences, ayant entraîné la mort de Clément Méric sans intention de la donner, ont été commises par plusieurs personnes agissant en qualité d'auteur ou de complice et avec usage ou sous la menace d'une arme ». « La cour et le jury ont été convaincus de l'usage d'un poing américain » précise la motivation de l'arrêt criminel qui relève également que « l'appel à des renforts, la préparation des intéressés, la possession d'armes et l'initiative des violences traduisent une volonté délibérée de rechercher l'agression avec le groupe adverse »,.
Esteban Morillo et Samuel Dufour ont été condamnés à respectivement onze ans et sept ans de prison ferme. Alexandre Eyraud a été acquitté.

#### Appel
Esteban Morillo et Samuel Dufour ont fait appel. Incarcérés après le prononcé du verdict, ils ont été remis en liberté sous contrôle judiciaire en attendant le procès en appel.
Ce nouveau procès s'est tenu devant la cour d'assises d'Evry (Essonne) du 25 mai au 4 juin 2021 - après deux renvois successifs, en décembre 2019 en raison de grèves dans les transports, puis en avril 2020 du fait de la pandémie de Covid-19. En appel, Morillo et Dufour ont été condamnés à des peines de respectivement huit et cinq ans d'emprisonnement.

## Conséquences

### Annonce
L’état de mort cérébrale de Clément Méric est annoncé dès le 5 juin sur le blog d’Alexis Corbière, conseiller de Paris, et secrétaire national du Parti de gauche (PG). Dans ce communiqué il accuse les Jeunesses nationalistes révolutionnaires d'être impliquées.[source insuffisante]

### Manifestations

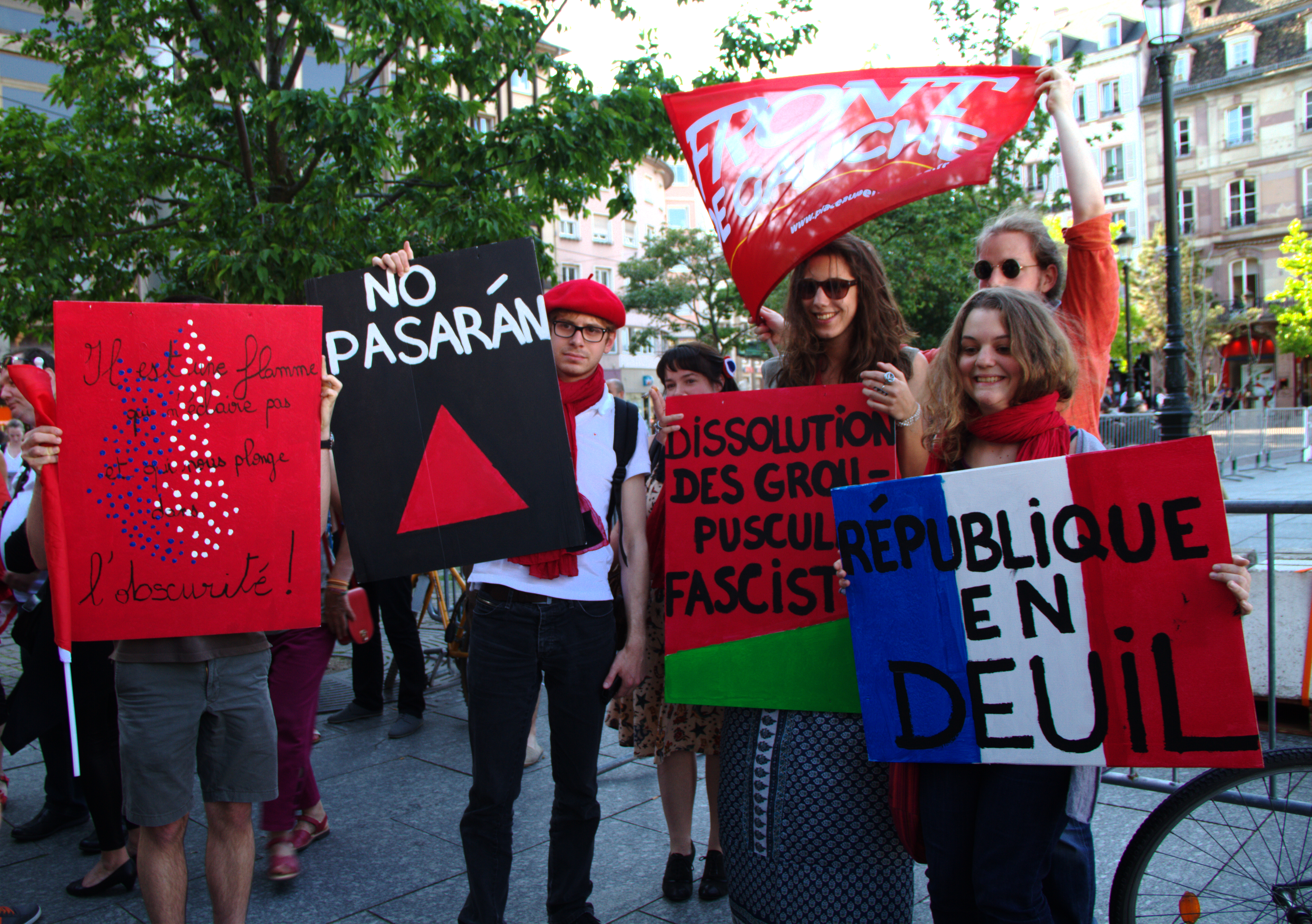
Manifestation en mémoire de Clément Méric, à Strasbourg, le 6 juin 2013.

Le 6 juin 2013, des rassemblements sont organisés en l'hommage de Clément Méric dans plusieurs villes de France, dont Brest, Nantes, Marseille, Paris, Rennes, Strasbourg, Lille, Toulouse,. D'autres manifestations de soutien ont lieu le 8 juin et réunissent environ 6 000 personnes, dont 4 000 à Paris. Le 23 juin 2013, environ 6 000 personnes défilent à Paris sous des bannières « le fascisme tue », « l'islamophobie tue », ou dénonçant les actes homophobes notamment,.
Une manifestation de soutien à Esteban Morillo, prévue le 14 septembre, est interdite par la préfecture de police de Paris, tout comme la contre-manifestation prévue le même jour, pour des raisons de sécurité. Quelques manifestants décident cependant de braver l'interdiction, donnant ainsi lieu à plusieurs interpellations.
Un an après les événements, le 7 juin 2014, entre 1 000  et   3 500 personnes manifestent à Paris en mémoire de Clément Méric,,,,. Le 6 juin 2015, place de la Bastille, quelque 2 200 personnes se rassemblent en mémoire de Clément Méric,.
Trois ans après les événements, le 4 juin 2016, une marche à Paris en mémoire de Clément Méric dégénère avec des affrontements entre antifascistes et forces de l'ordre.
La manifestation lors de l'anniversaire suivant (3 juin 2017), qui rassemble cinq cents personnes selon les autorités, est au contraire remarquée pour son absence de débordements. En 2018, ce sont plus de neuf cents personnes qui marchent en mémoire de Clément Méric le 2 juin, au côté d'une manifestation contre le projet de loi pour une immigration maîtrisée, un droit d'asile effectif et une intégration réussie. Assa Traoré, militante antiraciste et sœur d'Adama Traoré, un jeune de 24 ans mort lors de son interpellation par la police, s'y exprime,.
Le 18 avril 2018, des étudiants de Sciences Po Paris qui bloquent des locaux de l'établissement pour protester contre la loi ORE renomment symboliquement l'IEP de Paris « Institut Clément-Méric ».
Le 5 juin 2021 est organisée une manifestation à Paris à la suite du procès qui s'est terminé un jour précédent et en sa mémoire, les deux skinheads étant condamnés en appel à 5 et 8 ans de prison respectivement.

### Réactions des politiques

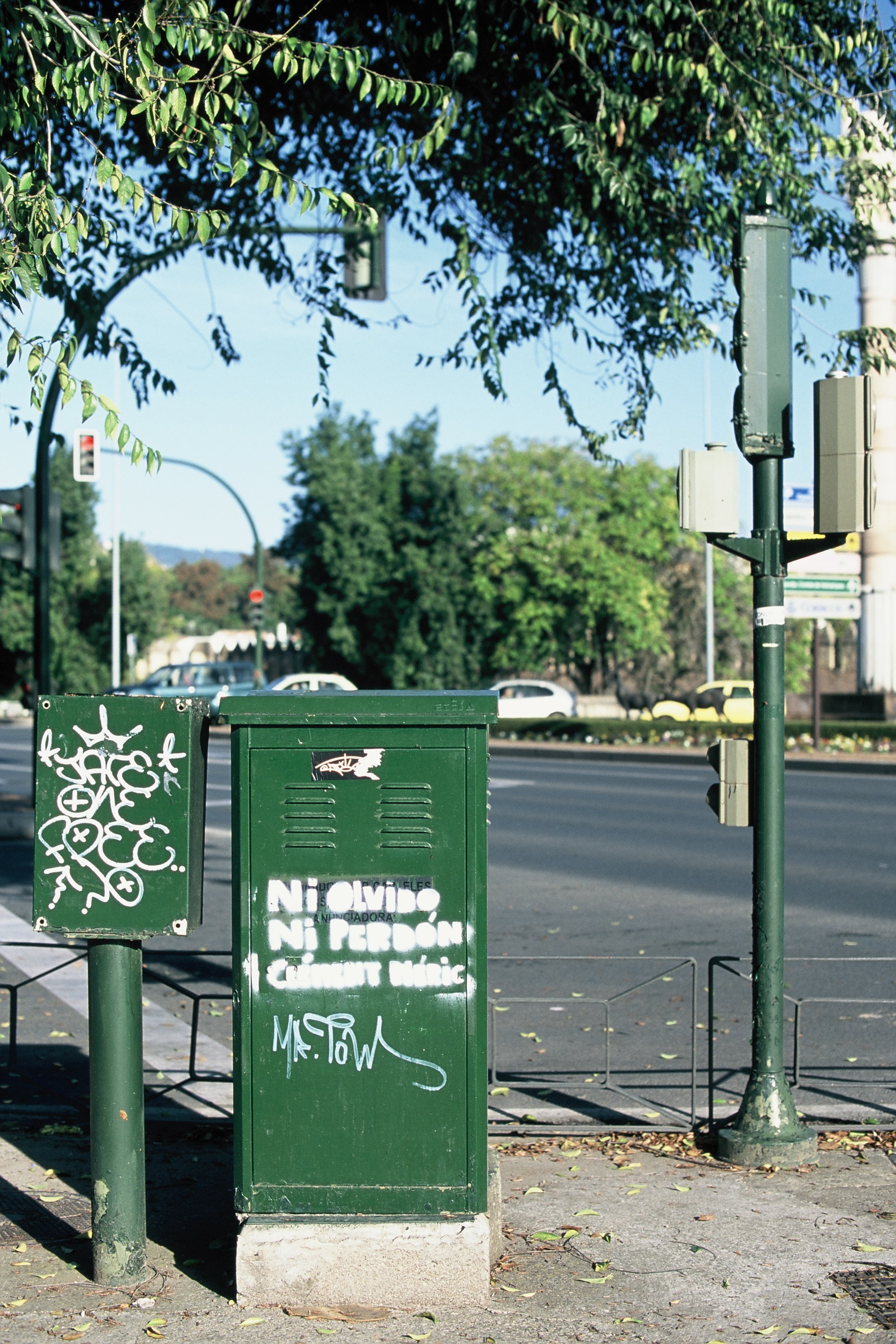
Inscription en mémoire de Clément Méric à Cordoue (Espagne).

Le 6 juin, le ministre de l’Intérieur, Manuel Valls exprime sa « totale détermination à éradiquer cette violence qui porte la marque de l’extrême droite »,. Le coprésident du Parti de gauche, Jean-Luc Mélenchon, déclare que « la violence sauvage qui a assassiné Clément Méric n'est pas fortuite », et met en cause « une culture méthodiquement inculquée et entretenue par des groupes d'extrême droite » liés selon lui au Front national. Interrogée sur RTL, la présidente du Front national, Marine Le Pen, affirme que son parti « n’a aucun rapport, ni de près ni de loin » avec « ces actes inadmissibles et insupportables ».
Le même jour, le Premier ministre Jean-Marc Ayrault déclare devant le Sénat vouloir que le gouvernement trouve les moyens pour « tailler en pièces », « de façon démocratique », les groupes d'extrême droite montrés du doigt après le coup porté la veille à Clément Méric. Le président de l'UMP, Jean-François Copé, demande quant à lui la dissolution des groupuscules « d'extrême droite comme d'extrême gauche ».
Les Jeunesses nationalistes révolutionnaires ayant été mises en cause dès le 5 juin, leur leader, Serge Ayoub, a réfuté le 6 juin toute implication de son groupe dans cette bagarre tout en soutenant qu'elle avait été déclenchée par les militants d'extrême gauche. Le même jour, le ministre des Relations avec le Parlement, Alain Vidalies, déclare que « l’identité [des personnes interpellées après l'agression de Clément Méric] confirme leur appartenance à un groupuscule d’extrême droite » et, plus précisément, aux Jeunesses nationalistes révolutionnaires.

### Suites politiques
Le 8 juin 2013, le Premier ministre Jean-Marc Ayrault annonce qu'il demande au ministre de l’Intérieur, Manuel Valls, « d’engager immédiatement » une procédure en vue de la dissolution des Jeunesses nationalistes révolutionnaires (JNR), sur la base d’éléments antérieurs et « plus larges » que la rixe au cours de laquelle Clément Méric a trouvé la mort. Le 11 juin, il annonce qu'une procédure similaire va être engagée pour le groupe Troisième Voie, dont seraient proches les agresseurs de Clément Méric,.
Le 25 juin 2013, Serge Ayoub annonce l'autodissolution des mouvements Troisième Voie et JNR, expliquant avoir « pris cette décision pour l'honneur, avant d'être dissous par d'autres ».
Le Conseil des ministres du 10 juillet 2013 prononce la dissolution de Troisième Voie et des JNR, devenues groupements de fait, ainsi que de l'association Envie de rêver, gestionnaire du Local, le lieu de ralliement des deux groupes, au motif que « ces trois organisations étroitement imbriquées présentent, ensemble, le caractère de milice privée" et qu'en outre elles "propagent une idéologie incitant à la haine et à la discrimination envers les personnes à raison de leur non appartenance à la nation française et de leur qualité d'immigrés »,. Serge Ayoub annonce le même jour qu'il compte engager un recours pour excès de pouvoir contre ce décret de dissolution devant le Conseil d'État, car selon lui « aucun des écrits de Troisième Voie n'incite à la haine raciale » et les « JNR ne sont pas une milice privée, c'est un service d'ordre ».
Le 30 juillet 2014, le Conseil d'État valide la dissolution des JNR et de Troisième Voie « justifiée par la gravité des dangers pour l'ordre public et la sécurité publique résultant des activités des groupements en cause » qui doivent être regardés comme formant ensemble une milice privée. Le Conseil d'État ne retient pas le motif d'incitation à la haine invoqué par le décret du gouvernement. La dissolution de l'association Envie de rêver est annulée car ses activités « si elles s'inscrivaient dans des thématiques relevant pour partie des idées véhiculées par les deux groupements, n'avaient pas ce seul objet »,. Saisie à son tour, la Cour européenne des droits de l'Homme (CEDH) a rejeté le 8 octobre 2020 la requête de Serge Ayoub. Les juges ont estimé à l'unanimité que la dissolution de son mouvement Troisième Voie et de son service d'ordre, Les Jeunesses nationalistes révolutionnaires, ne constituait pas une violation des dispositions de la Convention européenne des droits de l'Homme sur la liberté de réunion et d'association. La cour fait valoir que Serge Ayoub « prônait la violence politique en incitant à recourir au combat et aux attaques physiques contre les mouvements antifascistes et les forces de l'ordre », des « objectifs en réalité séditieux, impliquant le recours à des agissements violents tels que ceux qui ont causé la mort de C. M. ». 
Le 1 juin 2018, Agnès Méric, mère de Clément, et Geneviève Bernanos, mère de Antonin Bernanos (militant Action antifasciste Paris-Banlieue, condamné lors de l'Affaire du Quai de Valmy), fondent le Collectif des Mères Solidaires pour "soutenir les victimes du fascisme et de la répression d'Etat."

### Radio Télévision
- Sonia Kronlund, Les pieds sur terre, Clément Méric : la prise de conscience, France Culture, 13 juin 2013, écouter en ligne.
- Fabrice Drouelle, Jean-Yves Camus, Affaires sensibles, Clément Méric, 18 ans, mort pour ses idées, France Inter, 24 mai 2018, 54 minutes, écouter en ligne.
- Le Nouvel Obs, Qui était Clément Méric, militant antifasciste mort il y a 10 ans ? Juin 2023, écouter en ligne
- Isabelle Choquet, Les voix du crime, Affaire Clément Méric, Qui était ce jeune militant antifasciste tué par un skinhead ? RTL, 8 juin 2023, 9 minutes, écouter en ligne
- Marie Zafimehy, Jeanne Rouxel, Les voix du crime, Affaire Clément Méric, 10 ans après le meurtre du militant antifasciste, sa mère et une camarade témoignent  RTL, juin 2023, écouter ici et ici
- Nora Hamadi, Nicolas Lebourg, Sous les radars, Dix ans après Clément Méric, la menace de l'ultra-droite, France Culture, 3 juin 2023, 28 minutes, écouter en ligne
- Quentin Lafay, Sébastien Bourdon, Les matins du samedi, 10 ans de la mort de Clément Méric, France Culture, 3 juin 2023, 34 minutes, écouter en ligne
- Thierry Vincent, Violences de l'extrême droite, le retour, magazine Spécial Investigation, Canal+, diffusé le 24 novembre 2014, voir en ligne.